# برایان آلوارز
برایان آلوارز (انگلیسی: Braian Álvarez؛ زادهٔ ۲۲ اوت ۱۹۹۷) بازیکن فوتبال اهل آرژانتین است.
از باشگاه‌هایی که در آن بازی کرده است می‌توان به باشگاه فوتبال راسینگ کلوب آویاندا اشاره کرد.